# Stantienit

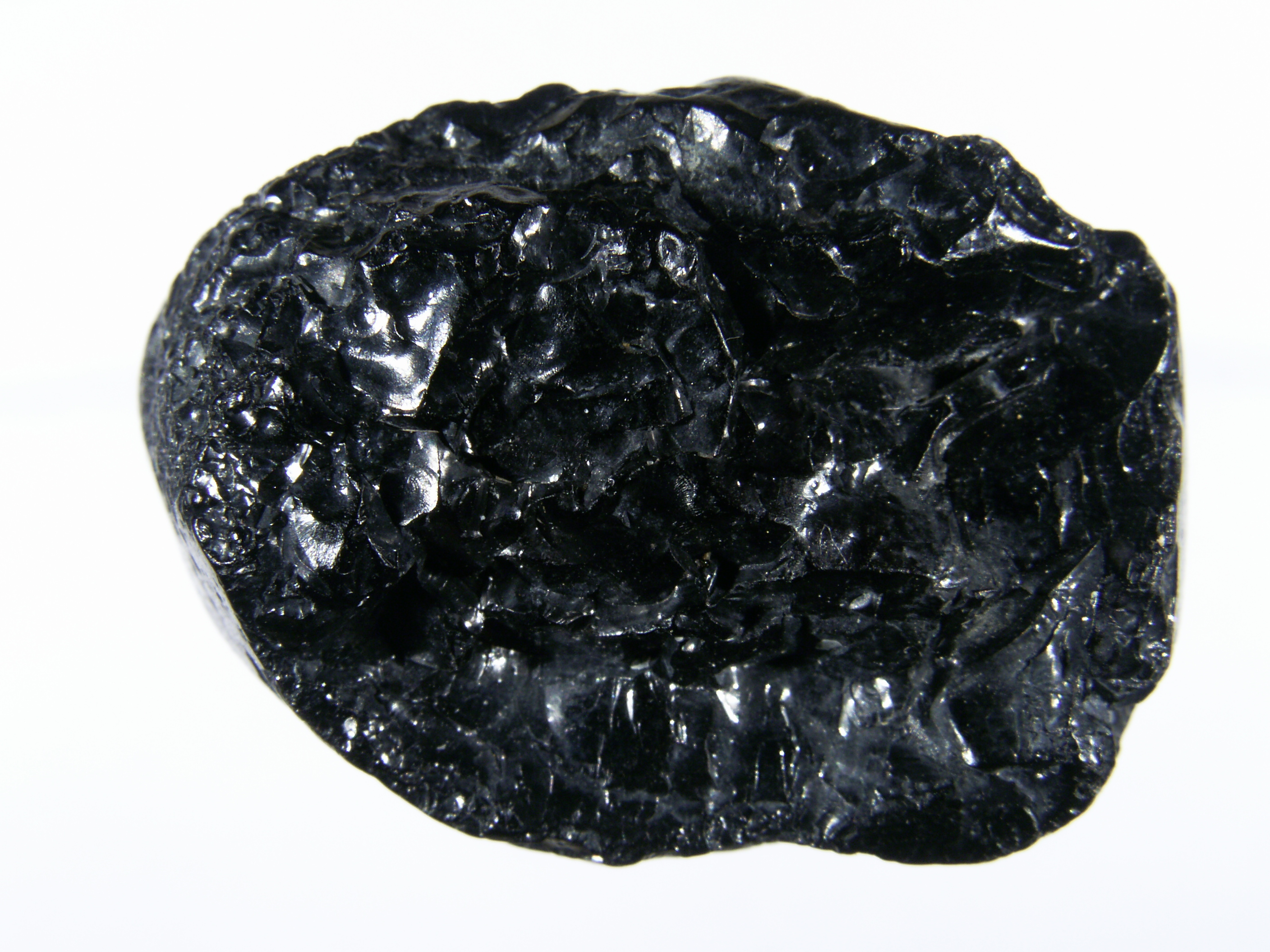
Stantienit Naturform Geröll; Größe 39 mm; Sammlung: Naturkundliches Museum Mauritianum Altenburg.

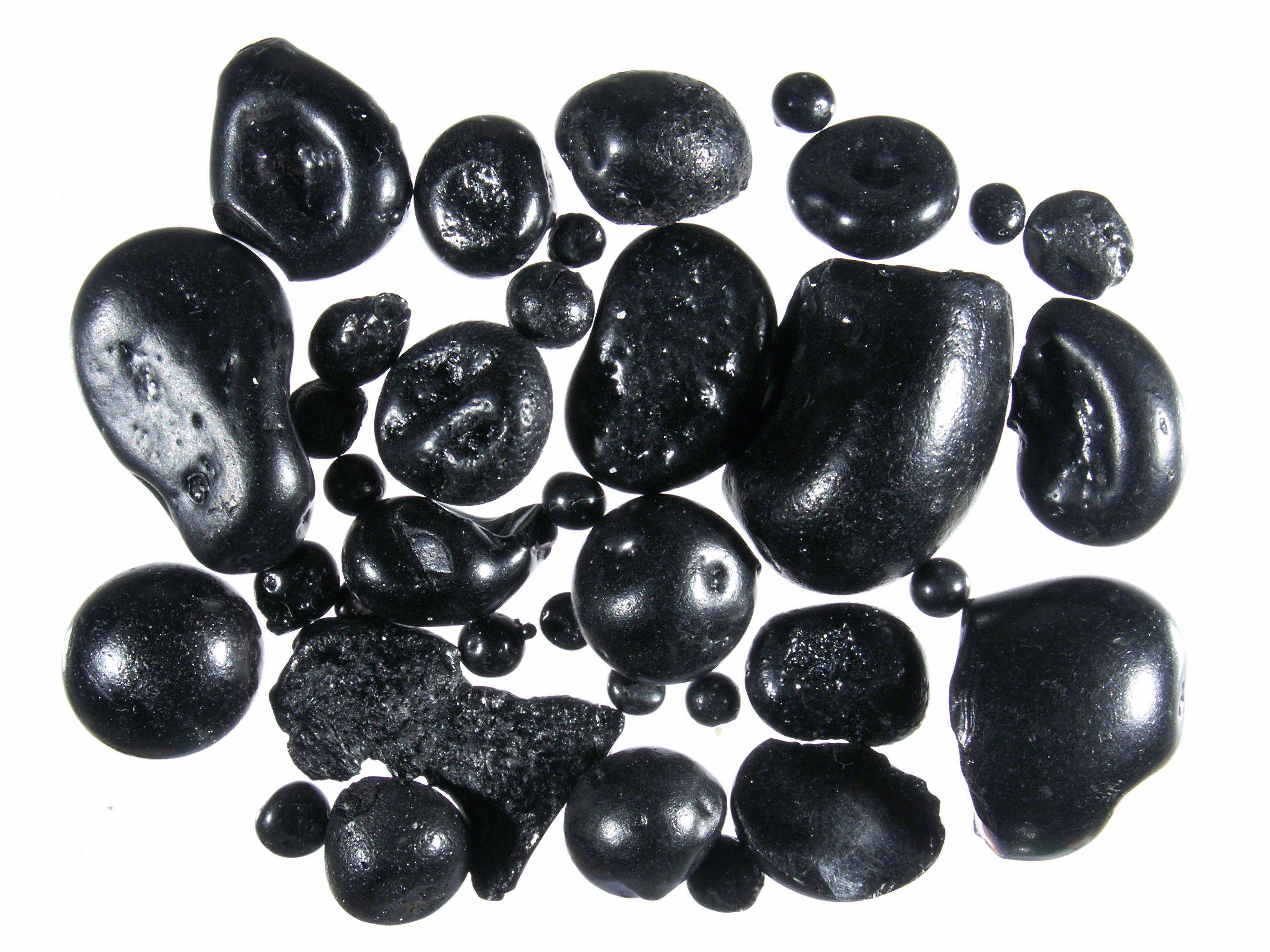
Stantienit, Naturform Tropfen; Größe 18 mm (großes Stück Mitte rechts); Sammlung: Naturkundliches Museum Mauritianum Altenburg.

Stantienit ist eine Bernsteinart, die 1880 von Ernst Pieszczek beschrieben wurde. Stantienit wurde als akzessorischer Bestandteil im bergbaulich gewonnenen Baltischen Bernstein (Succinit) gefunden. Die Namensgebung erfolgte nach Friedrich Wilhelm Stantien, dem Mitinhaber der Firma Stantien & Becker, dem ersten Unternehmen des industriellen Bernsteinabbaus im Samland. Seitdem sind keine Neufunde aus dem Samland dazugekommen. Bereits in den 1880er Jahren bestand aber eine große Unsicherheit, welche der wenigen Fundstücke von gleicher Farbe und ähnlicher Beschaffenheit Stantienit sind.
Neue Funde sind erst ab dem Jahre 1986 vom Bitterfelder Bernsteinvorkommen bekannt geworden. Die schon lange bestehende Konfusion lebte daraufhin wieder auf.
Ernst Pieszczek hat dieses optisch exotisch wirkende schwarze fossile Harz als „ungemein spröde“ und als sehr leicht zu pulverisieren beschrieben. Das Pulver hat eine zimtbraune Farbe. Bernsteinsäure ist nicht enthalten.
Aus dem Bernsteinvorkommen Bitterfeld wurden mehr als 30 Stücke größer als 20 mm und von der Korngröße kleiner als 20 mm mehrere Hundert Stücke geborgen. Die nicht seltenen Tropfen und Schlauben sprechen gegen die häufig geäußerten Zweifel an der Harznatur des Stantienit, insbesondere wenn das Harz auf Succinit aufgetropft ist.
Die Erzeugerpflanze des Stantienit ist noch nicht bekannt. Wahrscheinlich erscheint eine Verwandtschaft mit Canarium rostratum aus der Familie der Balsambaumgewächse (Burseraceae), nach Alexander Tschirch die vermutliche Stammpflanze des „Schwarzen (Sumatra-) Dammar“.